# Jack Sepkoski
J. John Sepkoski Jr. (26. července 1948 – 1. května 1999) byl americký paleontolog působící na Univerzitě v Chicagu. Jeho největším přínosem byla aplikace statistických metod na dostupný fosilní záznam a výzkum vzorce masových vymírání. Spolu s Davidem M. Raupem vypracoval teorii o periodicitě vymírání (hypotéza o "smrtící hvězdě" Nemesis), spolupracoval také se Stephenem J. Gouldem. Vypracoval také velký přehled různorodosti mořských taxonů v průběhu fanerozoika.